# 武岡大聖
武岡 大聖（たけおか たいせい、1998年6月28日 - ）は、徳島県吉野川市出身の元プロ野球選手（内野手）。弟は東京ヤクルトスワローズに所属するプロ野球選手の武岡龍世。

## 経歴
小学校6年時（5年の終わり頃）よりから野球を始める。
吉野川市立鴨島第一中学校に進むと硬式野球チームの「徳島ホークス」へ入団。年代別の日本代表にも選出されている。
進学した生光学園高等学校野球部では臨時コーチの元読売ジャイアンツの平田薫から指導を受ける。
高校卒業後は弟・龍世が進学していた青森県の八戸学院光星高等学校の姉妹校に当たる八戸学院大学に進学。大学時代には全日本大学野球選手権に出場している。大学4年時にはプロ志望届を提出するが、指名漏れとなった。
その後、地元・徳島の四国アイランドリーグplus・徳島インディゴソックスを受験し、11月9日に特別合格選手として発表された。その後の入団交渉で入団契約の合意に達したことが、2021年1月26日に発表された。2022年はチームのキャプテンを務める。同年オフに任意引退が発表され、徳島球団を退団。

## 詳細情報

### 独立リーグでの打撃成績
| 年 度     | 球 団     | 試 合 | 打 席 | 打 数 | 得 点 | 安 打 | 二 塁 打 | 三 塁 打 | 本 塁 打 | 塁 打 | 打 点 | 盗 塁 | 盗 塁 死 | 犠 打 | 犠 飛 | 四 球 | 敬 遠 | 死 球 | 三 振 | 併 殺 打 | 打 率 | 出 塁 率 | 長 打 率 | O P S |
| --------- | --------- | ----- | ----- | ----- | ----- | ----- | -------- | -------- | -------- | ----- | ----- | ----- | -------- | ----- | ----- | ----- | ----- | ----- | ----- | -------- | ----- | -------- | -------- | ----- |
| 2021      | 徳島      | 21    | 43    | 37    | 2     | 4     | 0        | 0        | 0        | 4     | 2     | 0     | 0        | 0     | 0     | 6     | -     | 0     | 12    | 0        | .108  | .233     | .108     | .341  |
| 2022      | 徳島      | 56    | 180   | 152   | 18    | 38    | 4        | 1        | 1        | 47    | 27    | 0     | 1        | 0     | 2     | 25    | -     | 1     | 45    | 4        | .250  | .356     | .309     | .665  |
| 通算：2年 | 通算：2年 | 77    | 223   | 189   | 20    | 42    | 4        | 1        | 1        | 51    | 29    | 0     | 1        | 0     | 2     | 31    | -     | 1     | 57    | 4        | .222  | .332     | .270     | .602  |

### 背番号
- 55  （2021年 - 2022年）